# Monocle

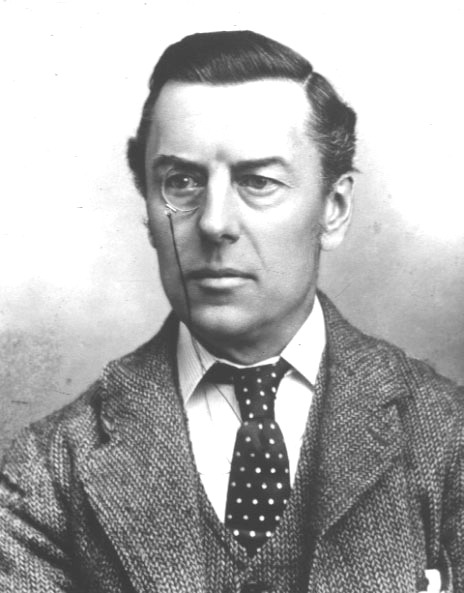
De Britse politicus Joseph Chamberlain (1836-1914) met een monocle

Een monocle of oogglas is een halve bril, dat wil zeggen, een bril bestaande uit één glas en bedoeld voor één oog.
Een monocle functioneert op dezelfde wijze als een bril, met het verschil dat ze niet op de neus wordt geplaatst en ook niet achter het oor wordt gehaakt. In feite bestaat een monocle uit een rond glas, dat afgestemd is op de noden van de slechtziende en waarrond een ring zit. Aan die ring is een touwtje bevestigd, dat men ofwel rond de nek kan hangen, ofwel ergens anders aan de kledij kan vasthaken, zodat de monocle in geval van loskomen niet op de grond terechtkomt. Men klemt de monocle tussen het jukbeen en de wenkbrauw.
De monocle is sinds medio twintigste eeuw uit de mode geraakt; mensen die slechts aan één oog problemen hebben, verkiezen veelal toch een bril te dragen, waarvan dan slechts één glas op sterkte is. Misschien is de aristocratische connotatie die met het oogglas verbonden is een van de redenen voor het uit zwang geraken — dit verklaart echter niet waarom de monocle niet populair is onder snobs, of in omstandigheden waarin uiterlijk vertoon gewenst zou zijn. Vermoedelijk wordt de monocle als minder gebruiksvriendelijk dan de bril ervaren.
De bekendste monocledrager aller tijden en tevens de eerste persoon van wie we weten dat hij een soort monocle gebruikte, is wellicht Nero Claudius Caesar Augustus Germanicus (beter bekend als keizer Nero), die door een smaragd keek om de gladiatorengevechten te kunnen zien.
Heden ten dage zijn bekende monocledragers zeldzaam; tot het begin van de 21e eeuw was Baron van Neemweggen in de tv-kinderserie van Bassie en Adriaan wellicht een van de bekendere dragers. Andere uitzonderingen zijn de Britse astronoom en televisievedette Sir Patrick Moore, de voormalige bokser Chris Eubank en de Penguin uit de Batmanserie van DC comics.
De monocle is tevens de naam van een vlek rondom het oog van een hond.